# Siwan (distrikt)
Siwān är ett distrikt i Indien.   Det ligger i delstaten Bihar, i den nordöstra delen av landet, 800 km öster om huvudstaden New Delhi. Antalet invånare är 3 330 464.
Följande samhällen finns i Siwān:
- Siwan
- Mahārājganj
- Mairwa